# Lance Duijvestijn
Lance Duijvestijn (Wateringen, 15 gennaio 1999) è un calciatore olandese, centrocampista dell'Excelsior.

## Carriera
Nato a Wateringen, Duijvestijn ha iniziato la sua carriera giovanile con il SV Velo prima di trasferirsi all'Academy dell'ADO Den Haag, dove ha fatto il suo esordio in Eerste Divisie il 17 agosto 2018 in un incontro contro il Cambuur come sostituto di Sven Braken al 77' minuto.
Nel 2019 è tornato al suo vecchio club dell'ADO Den Haag dove ha giocato con la squadra riserve in Derde Divisie. Qui si è consacrato come centrocampista molto prolifico, segnando fra anche una quaterna nella vittoria per 4-2 contro il Gemert. Dopo che Alan Pardew è stato promosso a tecnico della prima squadra, le chances di Duijvestijn di debuttare in prima squadra sono diminuite. Dopo un provino con i Quick Boys nel maggio 2020, si è trasferito all'Helmond Sport il 30 luglio 2020 con un accordo annuale con opzione di prolungamento.
Il 29 giugno 2021 ha firmato un contratto di tre anni con l'Almere City. Ha debuttato il 9 agosto in una sconfitta per 2-1 contro il Jong AZ Alkmaar giocando l'intero incontro. Meno di due settimane dopo, al terzo incontro con il club, ha realizzato il suo primo gol dopo tre minuti di gioco contro il VVV-Venlo.

## Statistiche

### Presenze e reti nei club
Statistiche aggiornate al 3 settembre 2023.
| Stagione        | Squadra           | Campionato      | Campionato | Campionato | Coppe nazionali | Coppe nazionali | Coppe nazionali | Coppe continentali | Coppe continentali | Coppe continentali | Altre coppe | Altre coppe | Altre coppe | Totale | Totale | Totale |
| Stagione        | Squadra           | Comp            | Pres       | Reti       | Comp            | Pres            | Reti            | Comp               | Pres               | Reti               | Comp        | Pres        | Reti        | Pres   | Reti   |        |
| --------------- | ----------------- | --------------- | ---------- | ---------- | --------------- | --------------- | --------------- | ------------------ | ------------------ | ------------------ | ----------- | ----------- | ----------- | ------ | ------ | ------ |
| 2018-2019       | N.E.C.            | 1D              | 1          | 0          | CO              | 0               | 0               |                    | -                  | -                  |             | -           | -           | 1      | 0      |        |
| 2019-2020       | Jong ADO Den Haag | 4D              | 21         | 11         |                 | -               | -               |                    | -                  | -                  |             | -           | -           | 21     | 11     |        |
| 2020-2021       | Helmond Sport     | 1D              | 37         | 11         | CO              | 1               | 0               |                    | -                  | -                  |             | -           | -           | 38     | 11     |        |
| 2021-2022       | Almere City       | 1D              | 37         | 12         | CO              | 1               | 0               |                    | -                  | -                  |             | -           | -           | 38     | 12     |        |
| 2022-2023       | Almere City       | 1D              | 32+6       | 8+3        | CO              | 1               | 1               |                    | -                  | -                  |             | -           | -           | 39     | 12     |        |
| 2023-2024       | Almere City       | ED              | 4          | 0          | CO              | 0               | 0               |                    | -                  | -                  |             | -           | -           | 4      | 0      |        |
| Totale carriera | Totale carriera   | Totale carriera | 132+6      | 42+3       |                 | 3               | 1               |                    | -                  | -                  |             | -           | -           | 141    | 46     |        |